# 青空のゆくえ
『青空のゆくえ』（あおぞらのゆくえ）は、2005年9月17日公開の日本映画。監督は長澤雅彦。
15歳の夏、クラスメイトの突然の転校。初めての別れを経験する少年少女たちの揺れ動く心情を美しい映像と音楽で綴った青春映画。河原春奈役の多部未華子は、2006年、本作品ならびに『HINOKIO』で第48回ブルーリボン賞新人賞を受賞した。

## あらすじ
1学期も残りわずかなある日、バスケットボール部キャプテンの高橋正樹が突然、今学期限りでアメリカに転校する事を発表した。「日本でやり残したことは、ひとつだけかな」。この正樹の発言はクラス中に波紋を呼ぶ。そんな中、複雑な思いを持つ面々がいた。女子バスケ部キャプテンの速見有美、正樹の親友でバスケ部副キャプテンの杉原雄大、学級委員長の高橋亜里沙、正樹の幼馴染の河原春奈、帰国子女の市田尚子、そして何かと正樹が面倒見ている鈴木貴子。その日を境にバラバラだった彼らの関係が少しずつ動き始める。

## スタッフ
- 監督:長澤雅彦
- プロデューサー:牛山拓二
- 脚本:山村裕二・日向朝子
- 音楽:サン・パオ
- 挿入歌:山崎まさよし「僕らは静かに消えていく」

## キャスト
- 速見有美:森田彩華
- 高橋正樹:中山卓也
- 高橋亜里沙:黒川芽以
- 杉原雄大:佐々木和徳
- 河原春奈:多部未華子
- 山下勝也:三船力也
- 鈴木貴子:悠城早矢
- 矢島信二:橋爪遼
- 市田尚子:西原亜希
- 河原富子:竹井みどり

## 関連作品
- DVD『WAY TO THE 青空のゆくえ』 - 本作のメイキングDVD。オリジナル・サイドストーリー、出演者インタビューなどを収録。